# 都機工
都機工（みやこきこう）は、千葉県松戸市にある会社。

## 沿革
- 1966年5月 都機工商会創業
- 1970年9月 有限会社に改編
- 1981年2月 社名を都機工に変更し、株式会社に改編

## 会社概要
1966年5月に個人商店として創業。当初はレンチ等の機械工具の販売が主であったが、その後管工機材の販売を手がけるようになり次第に産業機器全般の販売に業態を拡大していった。平成期に入ってからは産業機械の設計・製作・施工に注力している。また、人材派遣業務も併営している。

## 支店
- 松戸支店・産設事業部 本社に併設
- 柏支店 〒277-0837 千葉県柏市大山台1-4-12
- 京葉支店 〒275-0001 千葉県習志野市東習志野4-2-6
- つくば支店 〒305-0854 茨城県つくば市上横場中台428-2
- 成田支店 〒286-0045 千葉県成田市並木町不動作175-27
- システム事業所（都システム） 〒270-0011 千葉県松戸市根木内39-1